# Bảng chữ cái tiếng Gruzia
Bảng chữ cái tiếng Gruzia hay chữ Gruzia là ba hệ chữ viết được sử dụng để viết tiếng Gruzia: Asomtavruli, Nuskhuri và Mkhedruli. Các chữ cái của 3 hệ thống này là tương đương, có cùng tên và thứ tự chữ cái. Cả ba hệ thống này đều không phân biệt giữa chữ hoa và chữ thường. Mặc dù mỗi hệ thống vẫn tiếp tục được sử dụng, Mkhedruli (xem bên dưới) được lấy làm tiêu chuẩn cho tiếng Gruzia và các ngôn ngữ Kartvelia liên quan.

## Mkhedruli
Mkhedruli (tiếng Gruzia: მხედრული; phát âm tiếng Gruzia: [mχedɾuli], n.đ. '"kỵ binh" hay "quân đội"') là hệ chữ viết hiện hành và là hệ chữ cuối cùng trong số ba hệ chữ viết Gruzia. Tên gọi của bảng chữ cái Mkhedruli bắt nguồn từ mkhedari (მხედარი), nghĩa là "kỵ sĩ", "hiệp sĩ" hay "chiến binh".
Bảng chữ cái Mkhedruli có phân biệt chữ hoa và chữ thường, tiếng Gruzia gọi chữ hoa là Mkhedruli Mtavruli (მხედრული მთავრული), gọi tắt là Mtavruli (მთავრული; phát âm tiếng Gruzia: [mtʰavɾuli]). Ngày nay, chữ hoa hay Mtavruli chỉ được sử dụng trong những văn bản viết hoa tất cả các chữ cái, chẳng hạn như viết nhan đề, bảng hiệu hay để nhấn mạnh một từ nào đó; tuy nhiên đến cuối thế kỷ 19, đầu thế kỷ 20, người ta cũng dùng chữ hoa Mtavruli để viết hoa chữ cái đầu tiên của tên riêng hay của từ đầu tiên trong một câu theo truyền thống nhập liệu chữ Latinh và chữ Kirin. Bảng chữ cái tiếng Gruzia đương đại không công nhận chữ viết hoa Mtavruli, tuy nhiên chữ Mtavruli vẫn được tận dụng trong nghệ thuật trang trí.
Chữ Mkhedruli xuất hiện lần đầu tiên vào thế kỷ 10. Văn bản chữ Mkhedruli  nằm dưới dạng bản khắc cổ nhất tọa lạc tại Nhà thờ Ateni Sioni, có niên đại từ năm 982. Văn bản chữ Mkhedruli cổ thứ hai nằm trong sắc chỉ của Quốc vương Bagrat IV của Gruzia, niên đại thế kỷ 11. Tại Vương quốc Gruzia, chữ Mkhedruli chủ yếu được dùng trong các sắc chỉ của nhà vua, văn kiện lịch sử, bản viết tay và bản khắc. Bên cạnh đó, chữ Mkhedruli chỉ được sử dụng cho mục đích phi tôn giáo và được coi là hệ chữ viết mang tính chất "dân sự", "hoàng gia" và "thế tục".
Chữ Mkhedruli ngày càng chiếm ưu thế so với hai hệ chữ viết còn lại, mặc dù hệ chữ Khutsuri (chữ viết giáo hội, dung hòa Nuskhuri và Asomtavruli) còn được sử dụng cho đến thế kỷ 19. Chữ Mkhedruli trở thành hệ chữ viết phổ quát dành cho tiếng Gruzia bên ngoài Giáo hội vào thế kỷ 19, ngang qua sự thiết lập và phát triển của ngành in ấn tiếng Gruzia.

### Bảng chữ cái tiếng Gruzia hiện đại
Bảng chữ cái tiếng Gruzia hiện đại bao gồm 33 chữ cái:
| ა ani   | ბ bani  | გ gani  | დ doni  | ე eni   | ვ vini  | ზ zeni   | თ tani   | ი ini   | კ k'ani | ლ lasi |
| მ mani  | ნ nari  | ო oni   | პ p'ari | ჟ zhani | რ rae   | ს sani   | ტ t'ari  | უ uni   | ფ pari  | ქ kani |
| ღ ghani | ყ q'ari | შ shini | ჩ chini | ც tsani | ძ dzili | წ ts'ili | ჭ ch'ari | ხ khani | ჯ jani  | ჰ hae  |

### Các chữ cái không còn được sử dụng
Hội Truyền bá kỹ năng đọc viết cho người Gruzia, do Hoàng thân Ilia Chavchavadze thành lập vào năm 1879, đã quyết định bỏ 5 chữ cái không còn được sử dụng nữa ra khỏi bảng chữ cái tiếng Gruzia:
| ჱ he | ჲ hie | ჳ vie | ჴ qari | ჵ hoe |

- ჱ (he) /eɪ/. Phát âm là /eː/ trong tiếng Svan. Trong tiếng Gruzia, ჱ từng được dùng tương đương với ეჲ /ej/, như trong ქრისტჱ ~ ქრისტეჲ [kʰɾistʼeɪ ~ kʰɾistʼej] (n.đ. 'Chúa Kitô')
- ჲ (hie) /je/. Được dùng thay cho chữ ი (ini) khi nó đứng sau một nguyên âm, tuy nhiên dần dà ჲ phát âm giống chữ ი (ini) nên đã bị ი thay thế. Bởi vậy, ngày nay từ ქრისტჱ ~ ქრისტეჲ được viết là ქრისტე [kʰɾistʼe].
- ჳ (vie) /uɪ/. Phát âm là /w/ trong tiếng Svan. Trong tiếng Gruzia, chữ ჳ dần dà phát âm giống chữ ვი (vi) và bị ვი thay thế, như trong სხჳსი > სხვისი [sχuɪsi > sχʷisi] (n.đ. 'của người khác')
- ჴ (qari, hari) /q⁽ʰ⁾/. Trong tiếng Gruzia, ჴ dần dà phát âm giống chữ ხ (khani), và bị chữ ხ thay thế, như trong ჴელმწიფჱ > ხელმწიფე [qelmt͡sʼipʰeɪ > χelmt͡sʼipʰe] (n.đ. 'quân chủ')
- ჵ (hoe) /oː/ từng được dùng để viết thán từ hoi!, nay được viết là ჰოი. Ngoài ra, nó được phát âm là /ʕ/ (đôi khi là [ɦ]) trong tiếng Bats.

Tất cả các chữ cái trên (ngoại trừ chữ ჵ) vẫn được sử dụng trong bảng chữ cái tiếng Svan; bên cạnh đó chữ ჲ (hie) được sử dụng trong bảng chữ cái tiếng Mingrelia và tiếng Laz để viết âm /j/. Một số chữ trong bộ năm chữ này từng được dùng trong bảng chữ cái tiếng Abkhaz và tiếng Ossetia trong một thời gian ngắn, lúc các ngôn ngữ này còn sử dụng hệ chữ viết Mkhedruli.

## Bảng Unicode
| Bảng Unicode Gruzia Official Unicode Consortium code chart Version 13.0     |   |   |   |   |   |   |   |   |   |   |   |   |   |   |   |   |
|                                                                             | 0 | 1 | 2 | 3 | 4 | 5 | 6 | 7 | 8 | 9 | A | B | C | D | E | F |
| U+10Ax                                                                      | Ⴀ | Ⴁ | Ⴂ | Ⴃ | Ⴄ | Ⴅ | Ⴆ | Ⴇ | Ⴈ | Ⴉ | Ⴊ | Ⴋ | Ⴌ | Ⴍ | Ⴎ | Ⴏ |
| U+10Bx                                                                      | Ⴐ | Ⴑ | Ⴒ | Ⴓ | Ⴔ | Ⴕ | Ⴖ | Ⴗ | Ⴘ | Ⴙ | Ⴚ | Ⴛ | Ⴜ | Ⴝ | Ⴞ | Ⴟ |
| U+10Cx                                                                      | Ⴠ | Ⴡ | Ⴢ | Ⴣ | Ⴤ | Ⴥ |   | Ⴧ |   |   |   |   |   | Ⴭ |   |   |
| U+10Dx                                                                      | ა | ბ | გ | დ | ე | ვ | ზ | თ | ი | კ | ლ | მ | ნ | ო | პ | ჟ |
| U+10Ex                                                                      | რ | ს | ტ | უ | ფ | ქ | ღ | ყ | შ | ჩ | ც | ძ | წ | ჭ | ხ | ჯ |
| U+10Fx                                                                      | ჰ | ჱ | ჲ | ჳ | ჴ | ჵ | ჶ | ჷ | ჸ | ჹ | ჺ | ჻ | ჼ | ჽ | ჾ | ჿ |
| Gruzia mở rộng (Official Unicode Consortium code chart:Georgian Extended)   |   |   |   |   |   |   |   |   |   |   |   |   |   |   |   |   |
| U+1C9x                                                                      | Ა | Ბ | Გ | Დ | Ე | Ვ | Ზ | Თ | Ი | Კ | Ლ | Მ | Ნ | Ო | Პ | Ჟ |
| U+1CAx                                                                      | Რ | Ს | Ტ | Უ | Ფ | Ქ | Ღ | Ყ | Შ | Ჩ | Ც | Ძ | Წ | Ჭ | Ხ | Ჯ |
| U+1CBx                                                                      | Ჰ | Ჱ | Ჲ | Ჳ | Ჴ | Ჵ | Ჶ | Ჷ | Ჸ | Ჹ | Ჺ |   |   | Ჽ | Ჾ | Ჿ |
| Gruzia bổ trợ (Official Unicode Consortium code chart: Georgian Supplement) |   |   |   |   |   |   |   |   |   |   |   |   |   |   |   |   |
| U+2D0x                                                                      | ⴀ | ⴁ | ⴂ | ⴃ | ⴄ | ⴅ | ⴆ | ⴇ | ⴈ | ⴉ | ⴊ | ⴋ | ⴌ | ⴍ | ⴎ | ⴏ |
| U+2D1x                                                                      | ⴐ | ⴑ | ⴒ | ⴓ | ⴔ | ⴕ | ⴖ | ⴗ | ⴘ | ⴙ | ⴚ | ⴛ | ⴜ | ⴝ | ⴞ | ⴟ |
| U+2D2x                                                                      | ⴠ | ⴡ | ⴢ | ⴣ | ⴤ | ⴥ |   | ⴧ |   |   |   |   |   | ⴭ |   |   |

## Thư viện ảnh
Thư viện ảnh các văn bản Asomtavruli, Nuskhuri and Mkhedruli.

### Thư viện ảnh Asomtavruli

Asomtavruli of the 6th and 7th centuries
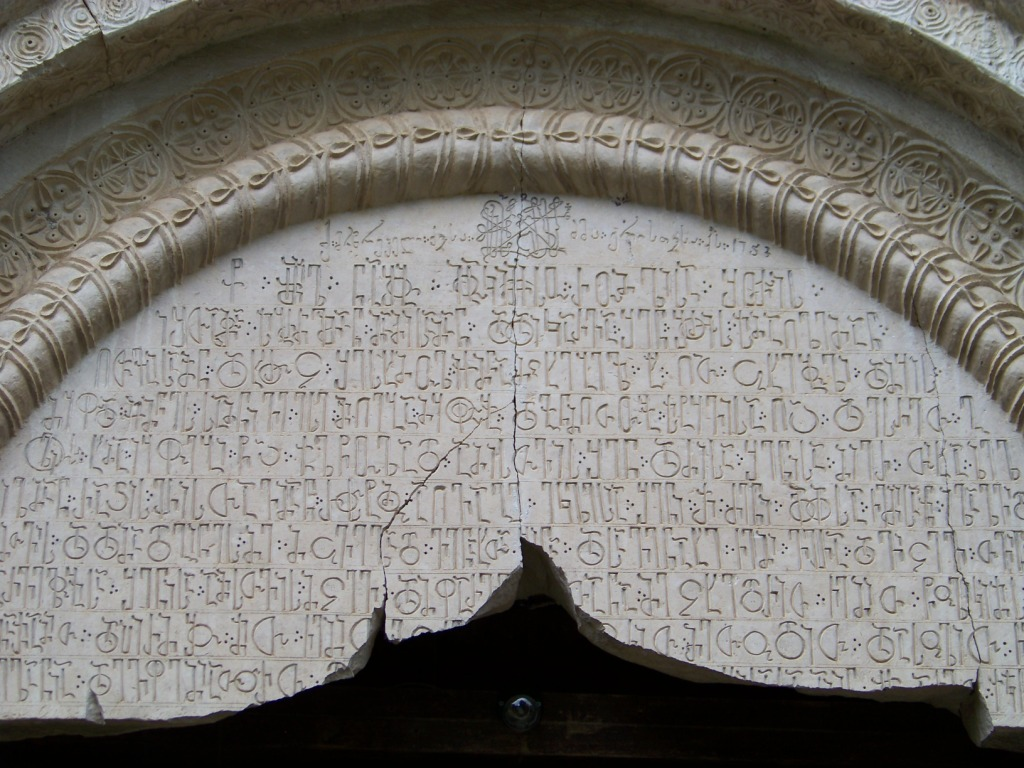
Asomtavruli at Barakoni
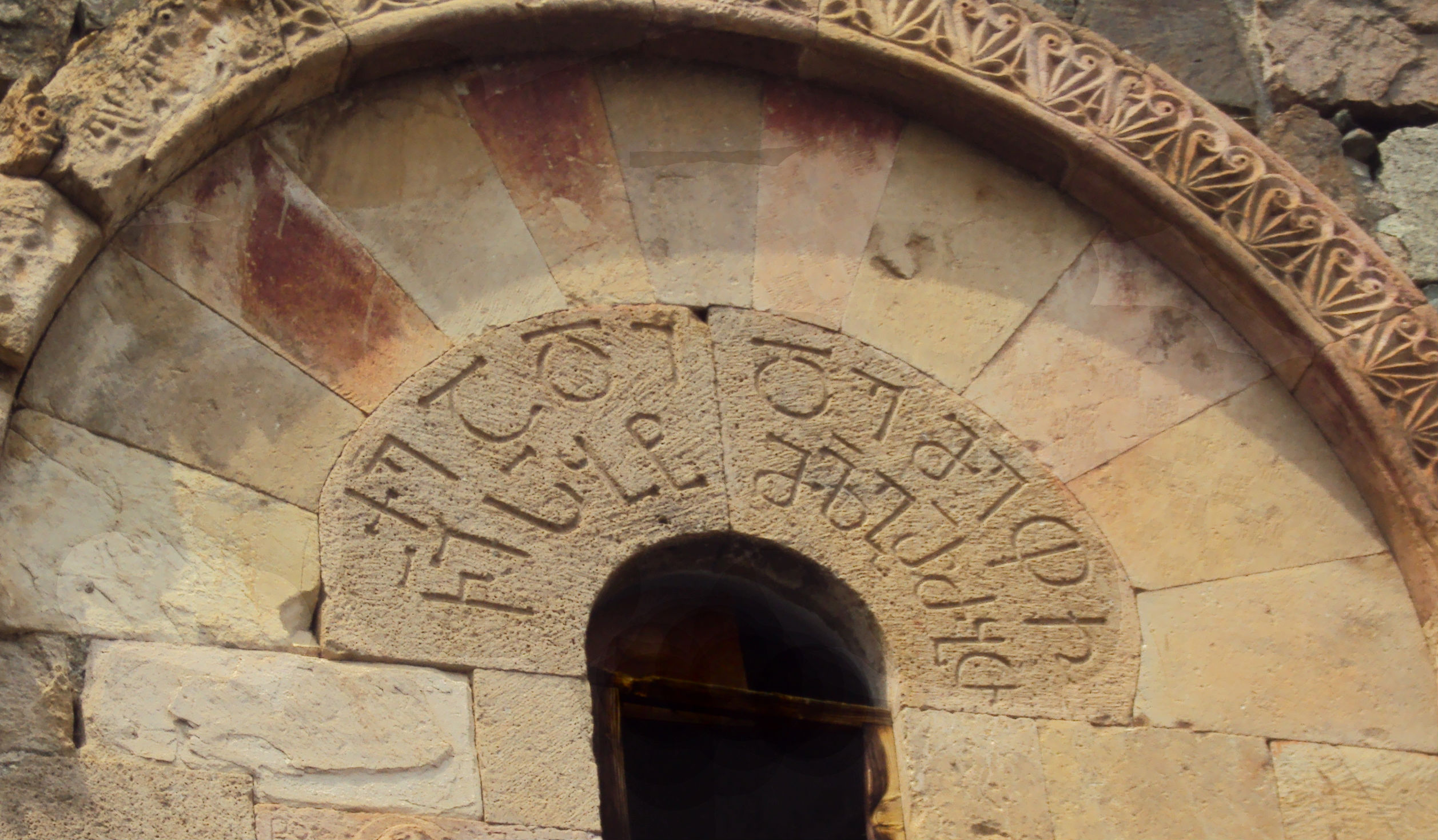
Asomtavruli Doliskana inscriptions
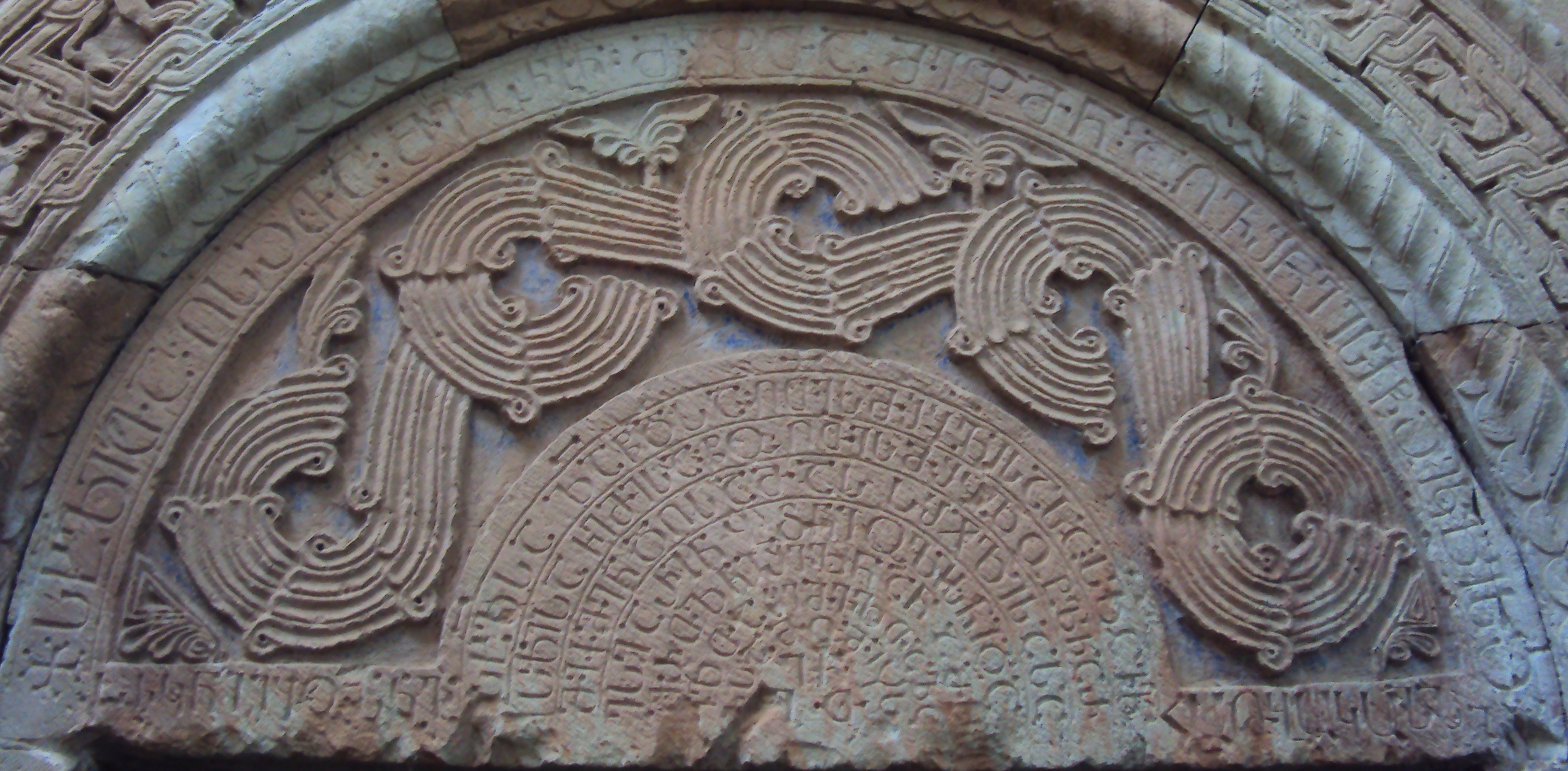
Asomtavruli at Ishkhani
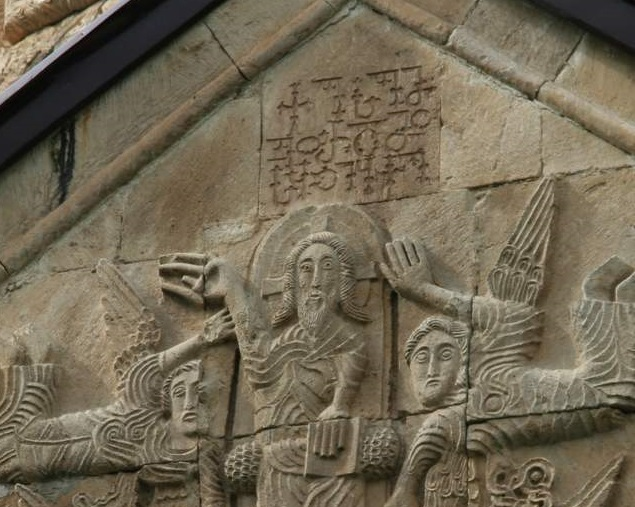
Asomtavruli at Nikortsminda Cathedral

### Thư viện ảnh Nuskhuri

Nuskhuri of 8th to 10th centuries
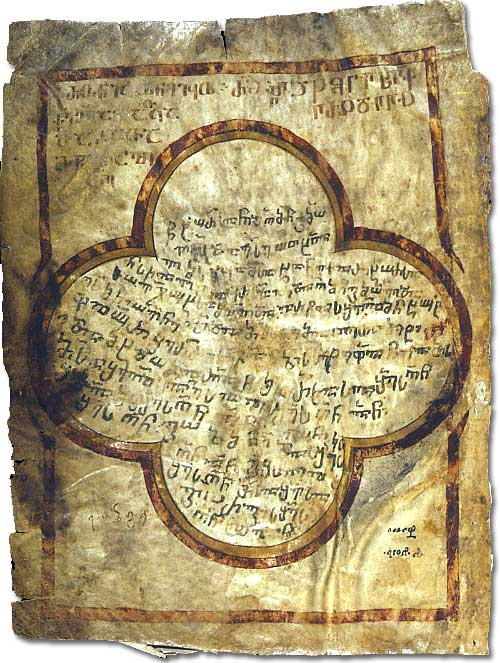
Nuskhuri of Jruchi Gospels, 13th century
Nuskhuri of the 11th century
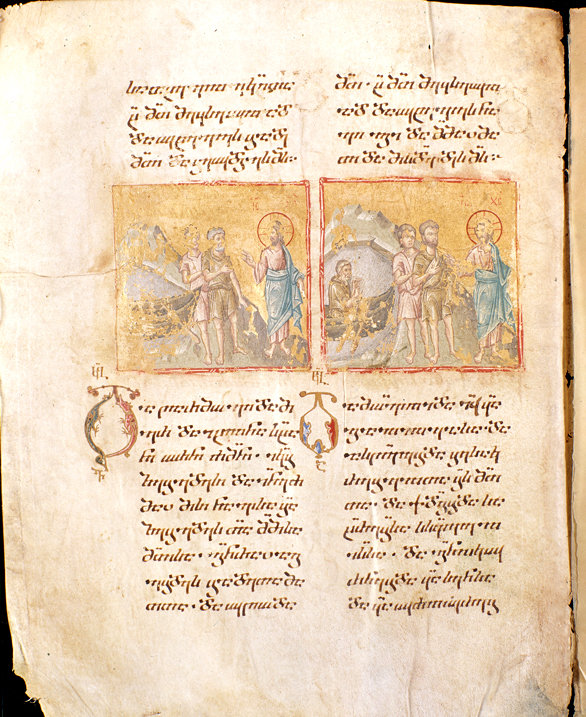
Nuskhuri of Mokvi
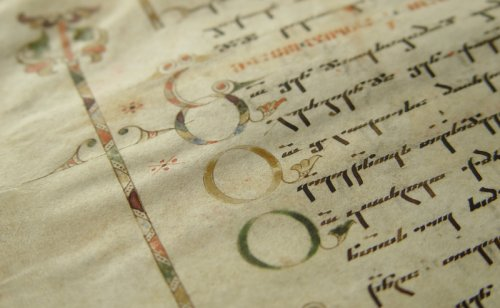
Nuskhuri Iadgari of Mikael Modrekili, 10th century
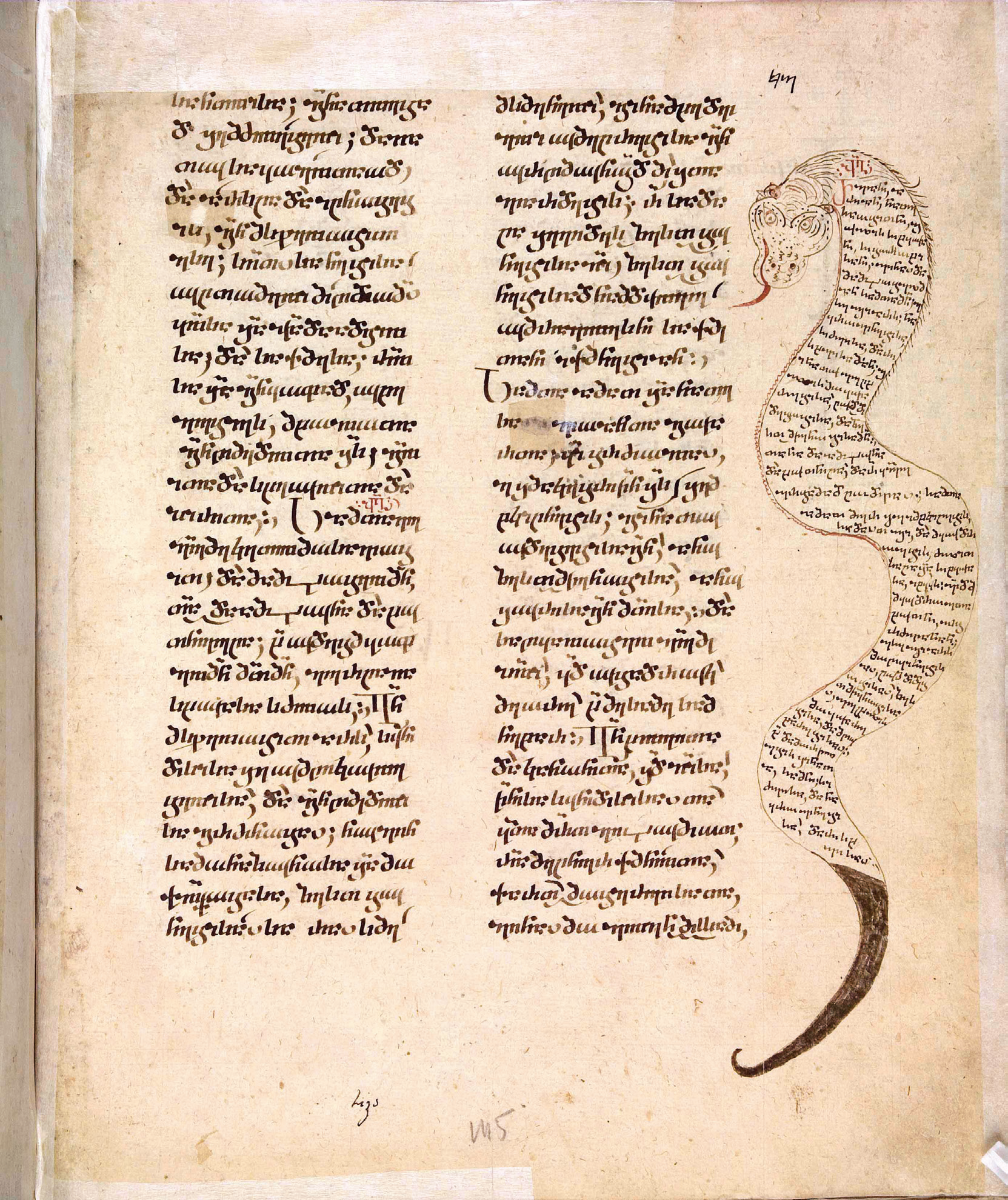
Nuskhuri by Nikrai, 12th century

### Thư viện ảnh Mkhedruli

Mkhedruli of King Bagrat IV of Georgia
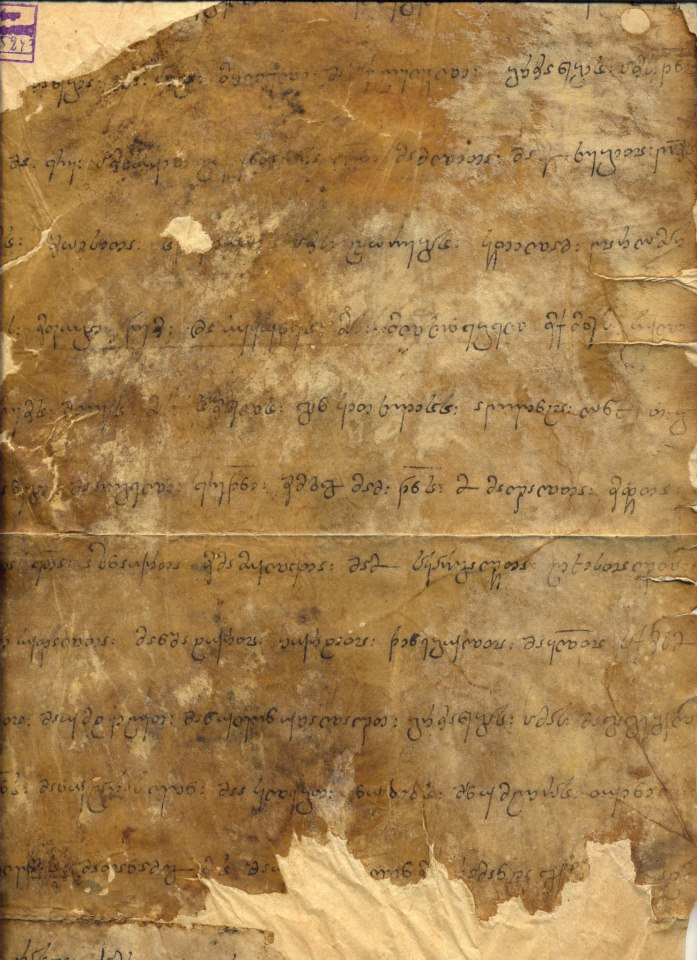
Mkhedruli of King George II of Georgia
Mkhedruli of King David IV of Georgia
Mkhedruli of King George III of Georgia
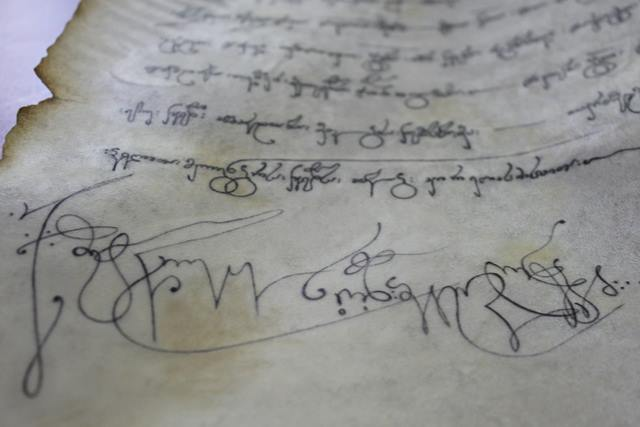
Mkhedruli of Queen Tamar of Georgia
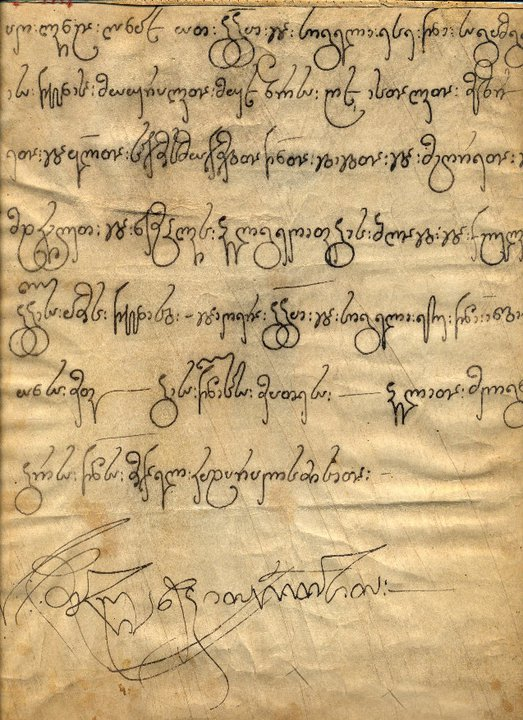
Mkhedruli of King George IV of Georgia
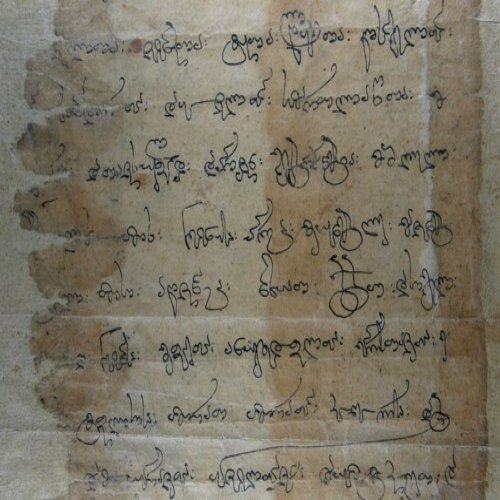
Mkhedruli of King George V of Georgia

## Sách tham khảo
- Aronson, Howard I. (1990), Georgian: a reading grammar , Columbus, OH: Slavica
- Shosted, Ryan K.; Chikovani, Vakhtang (2006), “Standard Georgian”, Journal of the International Phonetic Association, 36 (2): 255–264, doi:10.1017/S0025100306002659
- Javakhishvili, I. Georgian palaeography Tbilisi, 1949
- Barnaveli, T. Inscriptions of Ateni Sioni Tbilisi, 1977
- Pataridze, R. Georgian Asomtavruli Tbilisi, 1980
- Machavariani, E. Georgian manuscripts Tbilisi, 2011
- Gamkrelidze, T. Writing system and the old Georgian script Tbilisi, 1989
- Kilanawa, B. Georgian script in the writing systems Tbilisi, 1990
- Hewitt, B.G. (1995). Georgian: A Structural Reference Grammar. John Benjamins Publishing. ISBN 978-90-272-3802-3.
- Mchedlidze, T. The restored Georgian alphabet, Fulda, Germany, 2013